# فنسنت ماكديرموت
فنسنت ماكديرموت (بالإنجليزية: Vincent McDermott) هو ملحن أمريكي، ولد في 5 سبتمبر 1933، وتوفي في 10 فبراير 2016.